# Mosteiro de Saapivano
O mosteiro de Saapivano foi um mosteiro do distrito (gavar) de Zalcota, na província de Airarate do Reino da Armênia. Estava próximo de Zareavã e de Saapivano. Sua localização exata é incerta. No século V, foi um dos principais centros espirituais e culturais da Armênia sob controle do Império Sassânida. Em 443/4, um concílio foi convocado pelo católico José I (r. 439/40–452). Perdeu sua relevância após o século VII.